# エボルブ (プロレス)
EVOLVE（エボルブ）は、アメリカ合衆国で活動していたプロレス団体。

## 歴史
2009年、DRAGON GATE USA取締役副社長のゲイブ・サポルスキーやデイビー・リチャーズらが設立。
2010年1月16日、旗揚げ戦を開催。
2011年、EVOLVEとDRAGON GATE USAの2プロモーションの統一を発表。
2015年、WWEと業務提携を結んだことを発表。EVOLVEの選手がWWE.COMの記事に掲載されたりNXTの選手が試合こそ行わないものの登場するといった場面があった。
2016年、WWEクルーザー級クラシックの予選が行われた。
2019年7月、10周年記念大会が開催され、WWEネットワークで生放送された。
2020年7月2日、WWEに買収され活動停止。
2025年3月5日、『WWE Evolve』の名前でNXTよりさらに下のファーム団体として再始動。

## タイトル
- EVOLVE王座
- EVOLVEタッグ王座
- WWN王座

## 参戦選手
- アレックス・コズロフ
- イーサン・ペイジ
- 飯伏幸太
- ウーハー・ネイション
- ウィル・オスプレイ
- エディ・エドワーズ
- エル・ジェネリコ
- カレブ・コンリー
- KUSHIDA
- クリス・ディッキンソン
- クリス・ヒーロー
- コーディ・ローデス
- ザック・セイバーJr.
- CIMA
- ジェイ・ブリスコ
- ジャック・エバンス
- ジョニー・ガルガノ
- チャック・テイラー
- TJパーキンス
- ティモシー・サッチャー
- デイビー・リチャーズ
- トニー・ニース
- ドリュー・ギャロウェイ
- ドリュー・グラック
- トレイシー・ウィリアムス
- ニック・ジャクソン
- ハーレム・ブラバド
- PAC
- バレッタ
- ピーター・カッサ
- ブロディ・リー
- マーク・ブリスコ
- マット・サイダル
- マット・ジャクソン
- マット・リドル
- ランス・ブラバド
- リコシェ
- リッチ・スワン
- ロッキー・ロメロ
- ロデリック・ストロング